# Dryopteris borbasii
Dryopteris borbasii är en träjonväxtart som beskrevs av Litard. Dryopteris borbasii ingår i släktet Dryopteris och familjen Dryopteridaceae. Inga underarter finns listade.